# 성 사바스
성 사바스(439년~532년)는 주로 팔레스티나 프리마에서 살았던 카파도키아계 그리스인 수사이며 사제 그리고 성인이다. 그는 의로운 사람 성 사바스(Saint Sabbas the Sanctified)라고도 한다. 그는 몇 곳의 수도원들의 설립자인데, 가장 유명한 곳으로 마르 사바가 알려져 있다. 이 성인의 이름은 노인(old man)을 뜻하는 히브리어 סַבָא ('사바')에서 유래했다.
사바스는 카파도키아의 카에사레아 인근의 무탈라스카에서, 군사 지휘관 요한과 소피아의 아들로 태어났다.
그의 부모는 군사 문제로 멀리 이동하는데 있어서 다섯 살 된 아들을 삼촌에게 맡기고 떠났다. 그 소년이 여덟 살이 되었을 때, 그는 주교 안티오크의 플라비안의 수도원에 입소했다. 재능이 있는 그 소년은 글을 배웠으며 성경에 능통하게 되었다. 그의 부모는 그가 속세로 돌아와서 결혼해서 살기를 재촉했으나 허사였다.
그가 열일곱 살이 되었을 때, 수도자로서의 삭발례를 받았다. 그는 주교 플라비안의 수도원에서 10년을 보내고, 예루살렘으로 떠나 거기서 성 대 에우티미우스의 수도원을 다녀왔다. 그러나 에우티미우스는 사바스를 인근의 한 엄격한 케노비테 규범의 수도원의 수장인 압바스 테오크티스투스에게 보냈다. 사바스는 서른 살이 될 때까지 그 수도원에서 복종하며 생활했다.
노인이 된 테오크티스투스가 죽은 이후에, 그의 후임은 사바스가 축복으로서 한 동굴에서 은둔할 수 있게 해주었다. 그렇지만, 그는 토요일 만큼은 은수처를 떠나 수도원으로 와서 성사에 참여했고 교우들과 함께 음식을 먹었다. 일정한 시간이 지나고, 사바스는 그의 은수처를 전혀 떠나지 않아도 된다는 허가를 받았고, 그는 다섯 해 동안 고립된 채 생활했다.
에우티미우스는 주의 깊게 젊은 수사들의 생활을 지도하였고, 사바스의 영적인 성숙함을 보아, 그를 데리고 로우바 광야로 갔다. 그들은 매년 1월 14일에 출발해서 종려 주일까지 거기서 머물렀다. 에우티미우스는 사바스를 맏아들이라고 부르며, 그가 수도 생활의 덕행을 쌓을 수 있도록 격려해 주었다.
에우티미우스가 죽었을 때(473년 경), 사바스는 라브라(은수를 위한 수도실들 또는 동굴들의 집단으로 그 중심에는 성당 한 곳과 때때로 리펙트리도 한 곳이 있음)에서 탈퇴하고 인근 요르단의 성 게라시무스의 수도원으로 이주했다. 몇 년 후, 사바스 주변으로 수도 생활을 추구하는 제자들이 모여들기 시작했다. 수사들의 수가 증가하여, 대 라브라가 나타났다. 예루살렘 남부의 케드론 계곡에 있는 그 라브라의 전통적인 설립연도는 484년이다. 그의 수사들중 일부가 그의 규정에 반대하며 그들의 대수도원장이 사제가 될 것을 요구했고, 그러한 반대가 계속되었기 때문에, 그는 그가 테코아인근에 건축한 신 라브라를 탈퇴했다. 그 라브라에서, 젊은 수사들은 케노비테식 생활을 하며 지냈지만, 연장자들은 라브라의 영내 안에서 각각 자신들의 오두막에 기거하며 교회의 중대한 성사에만 참여하는 준-은수자들이었다.
단성설에 대한 분투적인 반대자와 오리게네스와 같은, 그는 511년에 콘스탄티노폴리스의 황제 아나스타시우스 1세와 531년에 유스티니아누스 1세의 개인적인 요청에 대해서 그 황제들에게 영향력을 발휘하려고 했다.

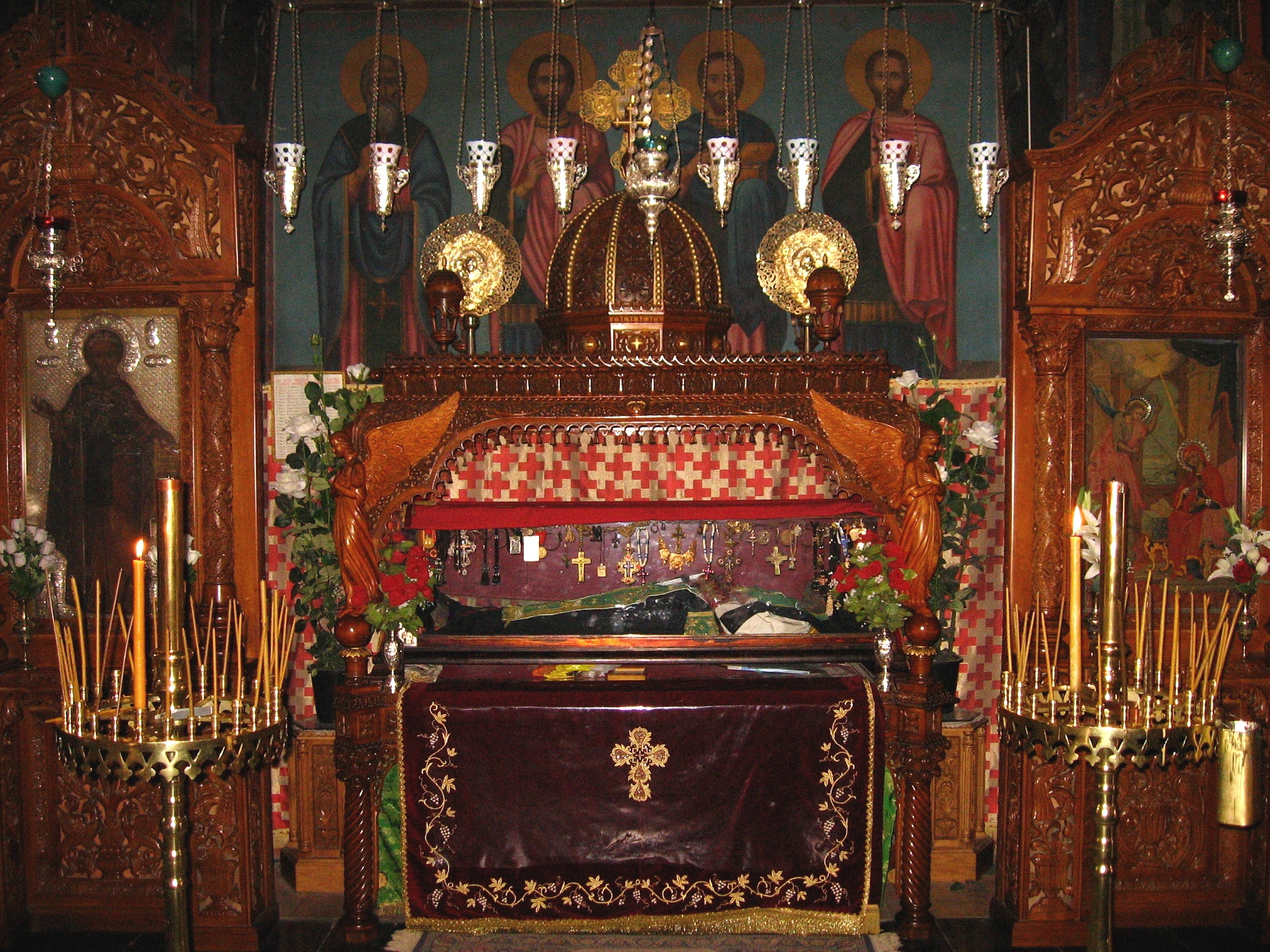
요르단강 서안 지구, 마르 사바 수도원의 카톨리콘(주 성당)에 있는 성 사바스의 유물

사바스는 몇 곳의 수도원들을 더 설립했다. 사바스의 기도를 통해서 많은 기적들이 일어났다는 주장이 있다.: 가뭄이 들었을 때, 그 라브라에서 물줄기가 솟아 올라, 풍부한 비를 맞게 되었다고 하며, 그 곳들에서 병든 사람들과 마귀들린 사람들이 치유되었다고도 한다.
예루살렘의 총대주교 살루스티우스는 491년에 그를 사제로 서품했고, 494년에는 팔레스티나 프리마에 있는 모든 수도원들의 아르키만드리테스로 임명했다. 사바스는 첫 번째 수도 성무 규범을 제정했는데, 그것은 모든 비잔티움 수도원들의 지도서로써 예루살렘 티피콘이라고도 알려져 있다. 그는 532년에 죽었다. 그의 축일은 12월 5일이다.
사바스의 유물들은 12세기에 십자군이 가져갔고, 1965년에 교황 바오로 6세가 정교회에 대한 호의 표명으로 그것들을 그 수도원으로 반환할 때까지 이탈리아에 남아 있었다.
그의 대 라브라는 그러한 부분들에서 가장 영향력이 큰 수도원으로서의 위치가 오래도록 지속되었고, 다마스쿠스의 요한을 포함하여 저명한 여러 수사들을 양성했다. 그 수도원은 오늘날 마르 사바로 알려져 있다. 로마에 있는 산 사바 성당이 그에게 헌당되었다.
사바스의 삶은 그의 제자 스키토폴리스의 키릴로스에 의해 저술되었다. 그 저서의 현대의 최고 판권자는 베첼과 벨테의 교회사전(Kirchenlexikon) 2판 그리고 로마의 사분기별 사회 7권(Römische Quartalschaft, vii)에 있는 A. 에르하르트이다; 피에르 헬리오트라고도 하는 수도회 수도원의 역사(Histoire des ordres religioux, (1714), i.C.16), 그리고 막스 하임부허의 교회의 수도회 1권(Orden u. Kongregationen (1907), i), §10 참조.

## 같이 보기
- 대 안토니우스
- 사바 1세 네마니치

## 참고 문헌
1. ↑  “Sabas”. 《Origin of names》.
2. ↑  “St. Sabbas”. 《Catholic Encyclopedia》.

 본 문서에는 현재 퍼블릭 도메인에 속한 브리태니커 백과사전 제11판의 내용을 기초로 작성된 내용이 포함되어 있습니다.